# Emmerich Christovich
Emmerich Christovich (* 7. Mai 1711 in Pest; † 23. Dezember 1798 in Makó) war ein ungarischer Geistlicher. Er war Bischof des Csanáder Bistums (1777–1798).

## Leben

### Studien- und Priesterjahre
Emmerich Christovich studierte 1728–1732 Philosophie in Buda und 1732–1736 Theologie in Pest. 1736 empfing er in Fünfkirchen die Priesterweihe. Hier war er zunächst als Philosophieprofessor tätig, danach als bischöflicher Zeremoniär bei Bischof Sigismund Graf Berényi. Zwischen 1748 und 1777 war er Domherr dieser Diözese und 1767–1777 Dompropst und Generalvikar. 1768 wurde er Weihbischof in Skutari.

### Bischof des Csanáder Bistums
Emmerich Christovich wurde am 11. April 1777 zum Bischof des Csanáder Bistums ernannt, die Bischofsweihe empfing er am 14. September 1777 im Tschakowaer Dom. Er durchreiste in den Jahren danach (1778–1782) die Pfarreien seines Bistums. In seiner Dienstzeit erschien bei Heimerl in Temeswar der erste Schematismus der Csanáder Diözese. Er bezog als erster Bischof 1780 die heutige bischöfliche Residenz. Das Gebäude diente vorher als Sitz des Salzamtes. Christovich ließ das Bischofspalais zur ausschließlich eigenen Nutzung umgestalten.

### Letzte Lebensjahre und Tod
In seinen letzten Lebensjahren zog er sich aus gesundheitlichen Gründen nach Makó zurück, wo er am 23. Dezember 1798 starb. Sein Leichnam wurde in der Temeswarer Domkrypta beigesetzt. Auf seinem Grab ist folgende Inschrift auf einer marmornen Gedenktafel zu lesen: „Pietate insignis, liberalite celeberimus, provehendae literaturae ecelesiasticae studio immortalis, ac restauratione dioecesana gloriosus praesul“ (hervorragend durch Frömmigkeit, Wohltätigkeit, Gelehrsamkeit und Verwaltungsfähigkeit.)